# Luca Margaroli
Luca Margaroli, né le 15 février 1992 à Brescia, est un joueur de tennis suisse, professionnel depuis 2010.

## Carrière
Natif de Brescia (en Italie), sa famille s'installe à Lugano lorsqu'il a six ans. Sa famille dirige le plus important centre de tennis du Tessin à Lugano. Luca Margaroli contribue avec celle-ci à l'organisation dans la ville d'un tournoi tournoi Challenger en 2021, le premier disputé en Suisse depuis 2014,,.
Principalement actif en double Luca Margaroli s'est adjugé 22 titres sur le circuit Futures entre 2012 et 2020 et quatre tournois Challenger à Ferghana et Meknès en 2016, Ostrava et Florence en 2019. 
Ayant essentiellement navigué autour de la 1000e place mondiale en simple, il devient un joueur de double à plein temps courant 2018. Il participe à son premier tournoi ATP lors de l'Open de Genève en 2015 où il s'incline au 1er tour aux côtés d'Henri Laaksonen. Ils atteignent les quarts de finale à Gstaad deux mois plus tard. En 2021, il est quart de finaliste à Antalya et Singapour. En 2022, il est battu en finale du double (avec son partenaire japonais Yasutaka Uchiyama)  au tournoi challenger de Colombus (Ohio).
Il fait ses débuts dans l'équipe de Suisse de Coupe Davis en 2017 contre la Biélorussie où il perd le match de double avec Adrian Bodmer. En 2018, il s'incline lors du double décisif au premier tour en contre le Kazakhstan, associé à Marc-Andrea Hüsler. Il compte quatre sélections en équipe nationale mais n'a remporté aucun match.

## Parcours enCoupe Davis
| #                                                           | Date          | Lieu   | Surface    | Gagnant(s)                            | Perdant(s)                        | Score                    |          |
|                                                             |               |        |            |                                       |                                   |                          |          |
| 2017 - play-off (groupe mondial) - Suisse - Biélorussie 3:2 |               |        |            |                                       |                                   |                          |          |
| 1                                                           | 15-17/09/2017 | Bienne | Dur (int.) | Max Mirnyi Andrei Vasilevski          | Adrian Bodmer Luca Margaroli      | 7-66, 7-64, 7-63         | Parcours |
|                                                             |               |        |            |                                       |                                   |                          |          |
| 2018 - 1er tour (groupe mondial) - Kazakhstan - Suisse 4:1  |               |        |            |                                       |                                   |                          |          |
| 2                                                           | 02-04/02/2018 | Astana | Dur (int.) | Timur Khabibulin Aleksandr Nedovyesov | Marc-Andrea Hüsler Luca Margaroli | 6-4, 6-4, 3-6, 65-7, 6-3 | Parcours |

## Classements ATP en fin de saison
| Année          | 2010 | 2011 | 2012 | 2013 | 2014 | 2015 | 2016 | 2017 | 2018 | 2019 | 2020 | 2021 |
| Rang en simple | 1061 | 1136 | 1018 | 948  | 936  | 838  | 865  | 756  | 1406 | -    | -    |      |
| Rang en double | 1145 | 804  | 568  | 474  | 263  | 322  | 158  | 163  | 151  | 145  | 143  | 172  |

Source : (en) Classements de Luca Margaroli sur le site officiel de la Fédération internationale de tennis